# Renan Barão
Renan do Nascimento Mota Pegado, mais conhecido como Renan Barão (Natal, 31 de janeiro de 1987), é um lutador de MMA brasileiro e ex-Campeão Peso Galo do UFC.
Barão, que ficou 2 anos com o título de campeão interino da categoria, iria unificar o cinturão com o campeão linear até então, o americano Dominick Cruz no UFC 169, porém Cruz teve mais uma de suas seguidas lesões no dia 6 de janeiro de 2014 e ele se tornou o campeão linear da categoria, fazendo a sua primeira defesa no mesmo evento . No dia 25 de maio de 2014 perdeu o cinturão para o americano T.J. Dillashaw.
Esteve na lista dos "10 brasileiros para assistir" de 2012.

## Biografia

### Carreira
Renan começou sua carreira em Natal, na equipe Kimura Nova União, uma filial da academia Nova União no Rio Grande do Norte. Foi para o Rio de Janeiro, ao lado dos amigos e também lutadores Ronny Markes e Ronys Torres, teve de morar num sobrado na antiga academia/sede da Nova União, onde não tinham janelas, nem portas e, logo na primeira noite, ficou sem lugar para dormir por causa de uma chuva que alagou o local. Barão lembra que dormiam cedo para não gastarem dinheiro com lanche e tentavam acordar o mais tarde possível para não gastarem com o café e só almoçar. Segundo Barão, foram essas dificuldades que o fortaleceram para chegar onde está hoje. Barão treina com grandes lutadores, como José Aldo entre outros. Se tornou lutador profissional de MMA em 2005, com 18 anos de idade.
Barão tem um filho de 1 ano. em dezembro de 2019 após sua quinta derrota consecutiva Renan barão foi dispensado do UFC,.  e em agosto de 2020 barão assinou contrato com evento taura MMA

### Ultimate Fighting Championship
Lutava no WEC, evento que foi comprado pelo UFC. Barão então como lutava no WEC passou a lutar no UFC, fez sua estreia no novo evento em 28 de maio de 2011, com 24 anos em Las Vegas, Nevada. Lutou contra o americano Cole Escovedo, no UFC 130: Rampage vs. Hamill, onde venceu por Decisão (Unânime).
Em novembro do mesmo ano, após 5 meses da primeira luta no UFC, Barão enfrentou o inglês Brad Pickett, em Birmingham na Inglaterra, no UFC 138: Leben vs. Muñoz. Em uma luta eletrizante, Barão venceu Pickett aos 4:09 do 1º round por Finalização (Mata-Leão), o combate entre o brasileiro e o inglês foi escolhido como "Luta da Noite" do evento número 138.
No dia 4 de fevereiro de 2012 conseguiu sua 3ª vitória no UFC e sua 28ª no MMA derrotando o americano Scott Jorgensen, no UFC 143: Diaz vs. Condit, em Las Vegas, Nevada por Decisão (Uninâme).
E após 3 meses de sua última vitória no UFC, no dia 21 de julho de 2012 Barão venceu o americano Urijah Faber por decisão unânime, e se tornou campeão interino dos Pesos Galos do UFC o evento foi em Calgary, Canadá no UFC 149: Faber vs. Barão.
Em 16 de fevereiro de 2013 defendeu seu cinturão interino dos galos contra Michael McDonald no UFC on Fuel TV: Barão vs. McDonald numa luta que se seguia extremamente equilibrada até o 4º round, quando Barão conseguiu uma finalização katagatame aos 3 minutos e 57 segundos, mantendo, assim o título de Campeão Interino dos Galos.
Barão era esperado para enfrentar Eddie Wineland, no dia 15 de Junho de 2013 no UFC 161 em defesa do Cinturão Interino do Peso Galo do UFC, mas uma lesão o tirou do evento. Porém a luta foi remarcada para 21 de Setembro de 2013 no UFC 165: Jones vs. Gustafsson e Barão venceu por nocaute técnico no segundo round com um belo chute rodado que foi sucedido por socos, após um primeiro round extremamente equilibrado. 
Após mais de 2 anos de espera e 2 defesas de cinturão interino, finalmente a luta entre o potiguar e o norte-americano, Campeão Peso Galo do UFC, Dominick Cruz foi marcada para dia 1 de fevereiro de 2014 no UFC 169, que iria acontecer no Prudential Center em Newark, New Jersey. Porém, em 6 de janeiro de 2014, Cruz se retirou da luta com uma lesão, e foi substituído por Urijah Faber, assim Barão ficou com o título linear, pelo menos até o UFC 169. 
Renan foi muito confiante para o UFC 169: Barão vs. Faber II, após seu colega de Nova União e amigo José Aldo ter vencido Ricardo Lamas no mesmo evento, foi a vez de Barão vencer. Numa luta curta e bem empolgante, Faber veio bastante explosivo, mas depois de o americano receber o segundo knockdown com um soco mata-cobra de Barão, ficou vendido no chão e o árbitro Herb Dean encerrou a luta mesmo com Urijah fazendo sinal de positivo, sendo declarado o Nocaute Técnico a favor do brasileiro aos 3 minutos e 42 segundos do 1º round. Dana White Não gostou da decisão de Herb Dean. "Alguém mais sente que ele poderia ter continuado? Alguém discorda? Ele provavelmente podia ter continuado. Foi uma daquelas lutas duras. Este garoto (Barão) entra de forma incrível, e ele (Faber) se recupera, faz sinal de positivo, e os dois meio que foram ferrados, Barão e Faber" - Disse o chefão do UFC. 
Com a vitória, Barão alcançou o apogeu na categoria dos galos e em sua carreira no MMA e no UFC. 

#### Perda do cinturão
O potiguar foi do céu ao inferno muito rápido. O título de "campeão incontestável dos galos" durou apenas 4 meses. Na sua primeira defesa de cinturão, Barão enfrentou T.J. Dillashaw no dia 24 de maio do mesmo ano no UFC 173. Barão entrou como amplo favorito nas casas de apostas, mas foi completamente dominado pelo americano, que venceu os 5 rounds e terminou com um nocaute técnico aos 2m36s do último assalto. T.J. Dillashaw lutou o tempo todo com a guarda baixa, e conseguiu um knockdown em Barão logo no primeiro round. Os rounds seguintes seguiram com o americano sendo amplamente superior, até conseguir o nocaute técnico no último assalto.
Segundo o site FightMetric, a superioridade de T.J. Dillashaw foi traduzida em números. Enquanto o americano acertou 140 golpes significativos, Barão encaixou menos da metade – apenas 60. 

#### Problemas em bater peso e corte do UFC 177
Uma revanche imediata com T.J. Dillashaw foi marcada em 30 de Agosto de 2014 no UFC 177 em Sacramento, California. No entanto apenas 1 hora antes da pesagem, o brasileiro passou mal durante o processo de perda de peso e foi substituído por Joe Soto, ex-campeão dos penas do Bellator.
Barão fez seu retorno ao octógono contra o 14º colocado do ranking dos pesos galos Mitch Gagnon em 20 de Dezembro de 2014 no UFC Fight Night: Machida vs. Dollaway. Ele venceu a luta por finalização com um triângulo de braço no terceiro round, em uma luta muito disputada.

#### Nova derrota para Dillashaw e subida para o peso-pena
T.J. Dillashaw e Renan Barão fariam a revanche no UFC 186, no dia 25 de abril, em Montreal, após o ex-campeão Dominick Cruz se contundir novamente. Dessa vez Dillashaw entrou como favorito nas casas de apostas.  No entanto, devido a uma fratura do americano, o combate foi adiado e depois remarcado para 25 de Julho de 2015 no UFC on Fox: Dillashaw vs. Barão II.
T.J. Dillashaw confirmou seu favoritismo, nocauteando mais uma vez o brasileiro. Dessa vez aos 35 segundos do quarto round, com uma sequência avassaladora. 
Depois da derrota Renan Barão voltou ao peso-pena (até 65,8kg) para enfrentar o americano Jeremy Stephens no dia 29 de maio. Barão perdeu por decisão unânime.
Barão enfrentou Phillip Nover no co-main event do UFC Fight Night 95 e venceu por decisão unânime.

### Apelido
Renan recebeu o apelido de Barão de sua avó, que na época em que ele nasceu, era fã da novela Sinhá Moça, da Rede Globo, e um personagem era o Barão de Araruna (Coronel Ferreira), e sua avó, Dona Inácia gostava muito do tal Barão da novela e apelidou o neto com o mesmo nome.

## Cartel no MMA
| Cartel no MMA   |             |            |
| 44 lutas        | 34 vitórias | 9 derrotas |
| Por nocaute     | 8           | 3          |
| Por finalização | 15          | 0          |
| Por decisão     | 11          | 6          |
| No contest      | 1           | 1          |

| Res.    | Cartel    | Oponente                 | Método                                    | Evento                                          | Data       | Round | Tempo | Local               | Notas |
| ------- | --------- | ------------------------ | ----------------------------------------- | ----------------------------------------------- | ---------- | ----- | ----- | ------------------- | --- |
| Derrota | 34-10 (1) | Walter Zamorra           | Decisão (dividida)                        | Fera Championship Fight Night: Walter vs. Renan | 08/10/2023 | 3     | 5:00  | Zahra               | |
| Derrota | 34-9 (1)  | Douglas Silva de Andrade | Decisão (unânime)                         | UFC Fight Night: Błachowicz vs. Jacaré          | 16/11/2019 | 3     | 5:00  | São Paulo           | Retorno aos Penas. Após a luta, Renan Barão foi demitido pelo UFC.                                                                |
| Derrota | 34-8 (1)  | Luke Sanders             | Nocaute (socos)                           | UFC on ESPN: Ngannou vs. Velasquez              | 17/02/2019 | 2     | 1:01  | Phoenix, Arizona    | Luta no Peso Casado (62,5kg); Barão não bateu o peso.                                                                             |
| Derrota | 34-7 (1)  | Andre Ewell              | Decisão (dividida)                        | UFC Fight Night: Santos vs. Anders              | 22/09/2018 | 3     | 5:00  | São Paulo           | Luta no Peso Casado (64kg); Barão não bateu o peso.                                                                               |
| Derrota | 34-6 (1)  | Brian Kelleher           | Decisão (unânime)                         | UFC on Fox: Emmett vs. Stephens                 | 24/02/2018 | 3     | 5:00  | Orlando, Flórida    | Retorno aos Galos. |
| Derrota | 34-5 (1)  | Aljamain Sterling        | Decisão (unânime)                         | UFC 214: Cormier vs Jones 2                     | 29/07/2017 | 3     | 5:00  | Anaheim, California | Luta no Peso Casado (63kg/ 140 lbs.).                                                                                             |
| Vitória | 34-4 (1)  | Phillipe Nover           | Decisão (unânime)                         | UFC Fight Night: Cyborg vs Lansberg             | 24/09/2016 | 3     | 5:00  | Brasília            | |
| Derrota | 33-4 (1)  | Jeremy Stephens          | Decisão (unânime)                         | UFC Fight Night: Almeida vs. Garbrandt          | 29/05/2016 | 3     | 5:00  | Las Vegas, Nevada   | Retornou para os Penas. Luta da Noite                                                                                             |
| Derrota | 33-3 (1)  | TJ Dillashaw             | Nocaute Técnico (socos)                   | UFC Fight Night: Dillashaw vs Barão II          | 25/07/2015 | 4     | 0:35  | Chicago, Illinois   | Pelo Cinturão Peso Galo do UFC.                                                                                                   |
| Vitória | 33-2 (1)  | Mitch Gagnon             | Finalização (katagatame)                  | UFC Fight Night: Machida vs. Dollaway           | 20/12/2014 | 3     | 3:53  | Barueri             | Performance da Noite. |
| Derrota | 32-2 (1)  | TJ Dillashaw             | Nocaute Técnico (chute na cabeça e socos) | UFC 173: Barão vs. Dillashaw                    | 25/05/2014 | 5     | 2:36  | Las Vegas, Nevada   | Perdeu o Cinturão Peso Galo do UFC; Luta da Noite.                                                                                |
| Vitória | 32-1 (1)  | Urijah Faber             | Nocaute Técnico (socos)                   | UFC 169: Barão vs. Faber II                     | 01/02/2014 | 1     | 3:42  | Newark, New Jersey  | Defendeu o Cinturão Peso Galo do UFC. Foi promovido a campeão linear após diversas lesões de Dominick Cruz.                       |
| Vitória | 31-1 (1)  | Eddie Wineland           | Nocaute Técnico (chute rodado e socos)    | UFC 165: Jones vs. Gustafsson                   | 21/09/2013 | 2     | 0:35  | Toronto, Ontario    | Defendeu o Cinturão Interino Peso Galo do UFC; Nocaute da Noite. Bateu o recorde de mais defesas de cinturão interino do UFC (2). |
| Vitória | 30-1 (1)  | Michael McDonald         | Finalização (katagatame)                  | UFC on Fuel TV: Barão vs. McDonald              | 16/02/2013 | 4     | 3:57  | Londres             | Defendeu o Cinturão Interino Peso Galo do UFC; Finalização da Noite.                                                              |
| Vitória | 29-1 (1)  | Urijah Faber             | Decisão (unânime)                         | UFC 149: Faber vs. Barão                        | 21/07/2012 | 5     | 5:00  | Calgary, Alberta    | Ganhou o Cinturão Interino Peso Galo do UFC.                                                                                      |
| Vitória | 28-1 (1)  | Scott Jorgensen          | Decisão (unânime)                         | UFC 143: Diaz vs. Condit                        | 04/02/2012 | 3     | 5:00  | Las Vegas, Nevada   | |
| Vitória | 27-1 (1)  | Brad Pickett             | Finalização (mata leão)                   | UFC 138: Leben vs. Munoz                        | 05/11/2011 | 1     | 4:09  | Birmingham          | Luta da Noite. |
| Vitória | 26-1 (1)  | Cole Escovedo            | Decisão (unânime)                         | UFC 130: Rampage vs. Hamill                     | 28/05/2011 | 3     | 5:00  | Las Vegas, Nevada   | Estréia no UFC. |
| Vitória | 25-1 (1)  | Chris Cariaso            | Finalização (mata leão)                   | WEC 53: Henderson vs. Pettis                    | 16/12/2010 | 1     | 3:47  | Glendale, Arizona   | |
| Vitória | 24-1 (1)  | Anthony Leone            | Finalização (chave de braço)              | WEC 49: Varner vs. Shalorus                     | 20/06/2010 | 3     | 2:29  | Edmonton, Alberta   | Estréia no WEC; Peso Casado (142 lbs).                                                                                            |
| Vitória | 23-1 (1)  | Sérgio Silva Rodrigues   | Decisão (unânime)                         | Jungle Fight 17                                 | 27/02/2010 | 3     | 5:00  | Vila Velha          | |
| Vitória | 22-1 (1)  | Jorge Enciso             | Finalização (mata leão)                   | Platinum Fight Brazil 2                         | 05/12/2009 | 1     | 3:42  | Rio de Janeiro      | |
| Vitória | 21-1 (1)  | Márcio Nunes             | Finalização (kimura)                      | EFC - Eagle Fighting Championship               | 26/09/2009 | 1     | 2:45  | São Paulo           | |
| Vitória | 20-1 (1)  | Paulo Dantas             | Decisão (unânime)                         | Shooto - Brazil 13                              | 27/08/2009 | 3     | 5:00  | Fortaleza           | |
| Vitória | 19-1 (1)  | Jurandir Sardinha        | Nocaute Técnico (joelhada e socos)        | PFB - Platinum Fight Brazil                     | 13/08/2009 | 2     | 0:21  | Natal               | |
| Vitória | 18-1 (1)  | André Luis de Oliveira   | Finalização (triângulo)                   | WOCS - Watch Out Combat Show 3                  | 19/03/2009 | 3     | 1:38  | Rio de Janeiro      | |
| Vitória | 17-1 (1)  | Alexandre Pinheiro       | Nocaute Técnico (lesão no braço)          | Shooto - Brazil 9                               | 29/11/2008 | 3     | 0:58  | Fortaleza           | |
| Vitória | 16-1 (1)  | Rogério Souza            | Finalização (mata leão)                   | WOCS - Watch Out Combat Show 2                  | 25/09/2008 | 2     | 3:21  | Rio de Janeiro      | |
| Vitória | 15-1 (1)  | William Porfirio         | Nocaute (joelhada)                        | WOCS - Watch Out Combat Show 2                  | 25/09/2008 | 1     | 2:25  | Rio de Janeiro      | |
| Vitória | 14-1 (1)  | José Fabiano de Melo     | Decisão (unânime)                         | Shooto - Brazil 8                               | 30/08/2008 | 3     | 5:00  | Rio de Janeiro      | |
| Vitória | 13-1 (1)  | Jetron Amaral            | Finalização (chave de braço)              | Leal Combat - Premium                           | 05/06/2008 | 1     | 4:56  | Natal               | |
| Vitória | 12-1 (1)  | Ronaldo Figueiredo       | Decisão (unânime)                         | NCVT Natal Cage Vale Tudo                       | 23/05/2008 | 3     | 5:00  | Natal               | |
| Vitória | 11-1 (1)  | William Vianna           | Decisão (unânime)                         | Shooto - Brazil 6                               | 19/04/2008 | 3     | 5:00  | Rio de Janeiro      | |
| NC      | 10-1 (1)  | Claudemir Souza          | Sem resultado (tiro de meta ilegal)       | BBVT - Black Bull Vale Tudo                     | 12/12/2007 | 1     | 5:00  | Recife              | |
| Vitória | 10-1      | Danilo Noronha           | Finalização (mata leão)                   | Shooto - Brazil 4                               | 27/10/2007 | 1     | 0:33  | Rio de Janeiro      | |
| Vitória | 9-1       | Erinaldo Rodrigues       | Finalização (chave de tornozelo)          | Shooto Brazil 3 - The Evolution                 | 07/07/2007 | 1     | 1:33  | Rio de Janeiro      | |
| Vitória | 8-1       | Carlos Heide             | Finalização (triângulo)                   | CM - Garra Fight                                | 25/04/2007 | 1     | 5:00  | Natal               | |
| Vitória | 7-1       | Janailson Lima           | Decisão (dividida)                        | CM - Garra Fight                                | 25/04/2007 | 3     | 5:00  | Natal               | |
| Vitória | 6-1       | Rony Jason               | Decisão (dividida)                        | CFN - Cage Fight Nordeste                       | 09/11/2006 | 3     | 5:00  | Natal               | |
| Vitória | 5-1       | Kaio Werbson             | Nocaute Técnico (socos)                   | NCC - Nordest Combat Championship               | 06/09/2006 | 1     | 2:45  | Natal               | |
| Vitória | 4-1       | Gleison Menezes          | Finalização (chave de joelho)             | RFC - Rino's FC 2                               | 08/06/2006 | 1     | N/A   | Recife              | |
| Vitória | 3-1       | Dande                    | Nocaute (soco)                            | FSLB - Fight Ship Looking Boy 2                 | 22/11/2005 | 1     | N/A   | Natal               | |
| Vitória | 2-1       | Anistávio Gasparzinho    | Finalização (mata leão)                   | MF - Mossoro Fight                              | 26/08/2005 | 2     | 3:41  | Mossoró             | |
| Vitória | 1-1       | Melk Freitas             | Nocaute Técnico (socos)                   | TF - Tremons Fight                              | 13/05/2005 | 3     | 1:41  | João Câmara         | |
| Derrota | 0-1       | João Paulo Souza         | Decisão (dividida)                        | Heat FC 3 - Metamorphis                         | 14/04/2005 | 3     | 5:00  | Natal               | |